# Moermansk-konvooi

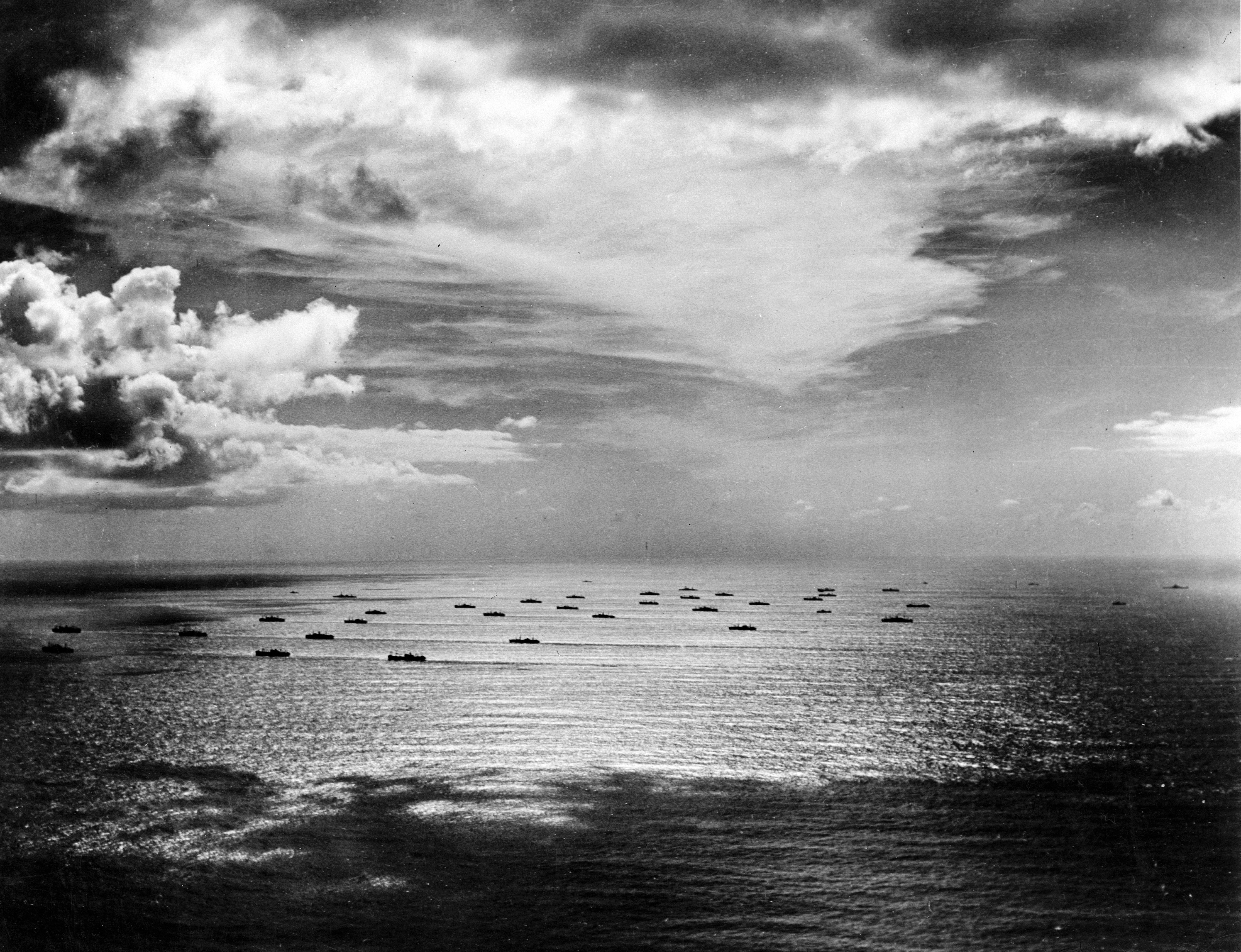
Een konvooi in 1942

Moermansk-konvooi was de benaming voor een konvooi met vrachtschepen die in de Tweede Wereldoorlog werd georganiseerd om de Sovjet-Unie te bevoorraden.
Groot-Brittannië en de Sovjet-Unie hadden een verdrag opgesteld, het zgn. Lend-Lease Program, waarin Groot-Brittannië essentiële hulpgoederen aan de Sovjet-Unie zou leveren. De konvooien vertrokken vanuit Groot-Brittannië en IJsland naar de Russische plaatsen Moermansk, Archangelsk en Molotovsk. Deze konvooien vonden plaats onder bescherming van de Britse, Canadese en Amerikaanse marine. Door het Noordpoolijs waren de schepen gedwongen redelijk dicht bij de kust van het door de Duitsers bezette Noorwegen te varen waar de Duitse marinevaartuigen, duikboten en bommenwerpers ze lagen op te wachten.
Op 12 augustus 1941 vertrok het eerste konvooi met de codenaam “Operatie Dervish” naar Moermansk. Daarna begon de geregelde konvooivaart met de codenamen PQ voor de reis naar Rusland en QP voor de reis terug vanaf Rusland. Na de rampzalige konvooien PQ17 en PQ18 stapte men over op de codenamen JW voor de reis naar Rusland en RA voor de reis terug vanaf Rusland. Het laatste konvooi, terugkerende vanaf Rusland, heette RA-67 op 23 mei 1945.
In totaal zijn er 78 konvooien geweest, met medewerking van 5 Nederlandse schepen en ruim 350 Nederlandse zeelieden;
| Schip                | Kapitein                    | Konvooi heen                      | Konvooi terug | Vlag        |
| -------------------- | --------------------------- | --------------------------------- | ------------- | ----------- |
| SS Alchiba           | Petrus Gerardus Koster      | Operation Dervish                 | QP1           | \|Nederland |
| SS Pieter de Hoogh   | Hendrick Stuy               | PQ-14, teruggekeerd i.v.m. pakijs | ---           | \|Nederland |
|                      | Hendrick Stuy               | PQ-16                             | QP-13         |             |
|                      | Egbert Hendrik van der Veen | JW-53                             | RA-54b        |             |
| SS Paulus Potter     | Willem Johannes Sissingh    | PQ-17, gezonken                   | ---           | \|Nederland |
| MV Mijdrecht         | Jan Swart                   | JW-54a                            | RA-55a        | \|Nederland |
|                      | Piet Bos                    | JW-57                             | RA-58         |             |
| SS Aert van der Neer | Willem de Raat              | JW-56a                            | RA-57         | \|Nederland |

| Schip                  | Kapitein                 | Konvooi heen                       | Konvooi terug       | Vlag               |
| ---------------------- | ------------------------ | ---------------------------------- | ------------------- | ------------------ |
| SS Capira              | Josip Wollitz            | PQ-1                               | QP-2                | \|Panama           |
| SS Ville D’Anvers      | John Spears              | PQ-1                               | QP-2                | \|België           |
| SS El Oceano           | Rolf Sigurd Olsen        | PQ-6                               | Alleen teruggevaren | \|Panama           |
| SS Cold harbour        | Rolf Boe                 | PQ-7a                              | QP-8                | \|Panama           |
| SS Reigh Count         | Serge Gjurcic            | PQ-7b                              | QP-6                | \|Panama           |
| SS El Almirante        | Peter Breving            | PQ8                                | QP7                 | \|Panama           |
| SS El Lago             | Finn Abrahamsen          | PQ9                                | QP8                 | \|Panama           |
| SS Makawao             | Gustav Hagen Larsen      | PQ11                               | QP9                 | \|Honduras         |
| SS North King          | H.O. Gunnastad           | PQ11                               | QP9                 | \|Panama           |
| SS El Occidente        | Olaf Nannestad           | PQ12                               | QP10, gezonken      | \|Panama           |
| SS Stone Street        | Harald Anderson          | PQ12                               | QP10                | \|Panama           |
| SS Artigas             | George Steel             | PQ12                               | QP10                | \|Panama           |
| SS Raceland            | Sverre Brekke            | PQ13, gezonken                     | ---                 | \|Panama           |
| SS Bateau              | Johan Albert Haltlid     | PQ13, gezonken                     | ---                 | \|Panama           |
| SS El Estero           | Ivo Beatovic             | PQ13                               | QP11                | \|Panama           |
| SS Gallant Fox         | Eric Lundh               | PQ13                               | QP11                | \|Panama           |
| SS Harpalion           | Henry Withlock Williams  | PQ13                               | QP10                | \|Groot-Brittannië |
| SS Mana                | Oermulf Berg Johannessen | PQ13                               | QP10                | \|Honduras         |
| SS Exterminator        | Reidar Kolsoe            | PQ14 teruggekeerd i.v.m. pakijs    | ---                 | \|Panama           |
| SS Capira              | Ejnar jensen             | PQ15                               | QP13                | \|Panama           |
| SS Topa Topa           | Clarence Edward McCoy    | PQ15                               | QP12                | \|Panama           |
| SS Alcoa Banner        | William Warnell          | PQ16                               | QP14                | \|USA              |
| SS Michigan            | Knut Aaslestad           | PQ16                               | QP13                | \|USA              |
| SS Exterminator        | Reidar Kolsoe            | PQ16                               | QP13                | \|Panama           |
| SS El Capitan          | John E. Thevik           | PQ17, gezonken                     | ---                 | \|Panama           |
| SS Troubadour          | George Jessen Salvesen   | PQ17                               | QP14                | \|Panama           |
| SS Oregonian           | Harold Willard Dowling   | PQ18, gezonken                     | ---                 | \|USA              |
| SS Beauregard          | Arthur Higgins           | PQ18, teruggekeerd motor problemen | ---                 | \|USA              |
| SS Gateway City        |                          | PQ18, tot IJsland                  | ---                 | \|USA              |
| SS Macbeth             | William J Wright         | PQ18, gezonken                     | ---                 | \|Panama           |
| SS El Oceano           | John Frederick Dunnett   | JW51a                              | RA52                | \|Panama           |
| SS El Almirante        | Peter Breving            | JW51a                              | RA52                | \|Panama           |
| SS Beauregard          | Arthur Higgins           | JW51a                              | RA52                | \|USA              |
| SS Gateway City        |                          | JW51a                              | RA52                | \|Panama           |
| SS Ballot              | J.C. Sorensen            | JW51b, Aan de grond gelopen        | ---                 | \|Panama           |
| SS Yorkmar             | Peder M. Frantzen        | JW51b                              | RA53                | \|USA              |
| SS El Oriente          | Friedrich Matzen         | JW52                               | RA53                | \|Panama           |
| SS Del Sud             | Charles R. Hill          | JW52                               | RA53                | \|USA              |
| SS Artigas             | George Steele            | JW53                               | RA54b               | \|Panama           |
| MV Norlys              | Thorbjorn Hotvedt        | JW54a                              | RA54b               | \|Panama           |
| SS John Fitch          | Clyde N. Andrews         | JW54b                              | RA56                | \|USA              |
| SS Norlys              | Thorbjorn Hotvedt        | JW55b                              | RA56                | \|Panama           |
| SS Henry Wynkoop       | Benjamin F. Boyle        | JW56b                              | RA57                | \|USA              |
| SS Henry B. Brown      | Morris S. Leciar         | JW57                               | RA58                | \|USA              |
| SS William H. Webb     | Hans Jensen              | JW57                               | RA58                | \|USA              |
| SS Nathaniel Alexander | Benjamin S. Bassett      | JW57                               | RA58                | \|USA              |
| SS William Moultrie    | Charles L. Curtis        | JW58                               | RA59                | \|USA              |
| SS John McDonogh       | Edwin Roupe              | JW58                               | RA59                | \|USA              |
| SS William McKinley    | John Jones               | JW58                               | RA59                | \|USA              |
| SS Andrew Carnegie     | John H Benson            | JW58                               | RA59                | \|USA              |
| SS Josi marti          | Samuel Olsen             | JW59                               | RA60                | \|USA              |
| SS Raymond B. Stevens  | Charles M Baker          | JW60                               | RA61                | \|USA              |
| SS U.S.O.              | Louis Marangos           | JW62                               | RA63                | \|USA              |
| SS Philip F. Thomas    | Hans G. Vige             | JW63                               | RA64                | \|USA              |
| SS Benjamin H. Hill    | Frank L. Darling         | JW63                               | RA64                | \|USA              |
| SS Thomas Scott        | Jack Alvin Teston        | JW63                               | RA64                | \|USA              |
| SS Park Benjamin       | Aslin Alric Card         | JW66                               | RA67                | \|USA              |
| SS Benjamin H. Hill    | Frank L. Darling         | JW66                               | RA67                | \|USA              |